# Holger Fuchs
Holger Fuchs (* 19. November 1957 in Dresden) ist ein deutscher Schauspieler.

## Leben
Holger Fuchs absolvierte von 1986 bis 1989 eine Schauspielausbildung am Zinnerstudio München. Im Anschluss an die Schauspielschule wurde er von Edgar Reitz und Robert Busch für die Rolle des Bernd in der TV-Produktion Die zweite Heimat – Chronik einer Jugend engagiert. Seit 2000 ist er Ensemblemitglied an den Landesbühnen Sachsen. Hier war er mehrfach auf der Felsenbühne Rathen zu sehen, neben dem Curio in Was ihr wollt (2001) auch als Sam Hawkens in Winnetou (2001 und 2004).

## Filmografie (Auswahl)
- 1992: Forsthaus Falkenau (TV-Serie, eine Folge)
- 1993: Die zweite Heimat – Chronik einer Jugend (TV-Serie, neun Folgen) – Regie: Edgar Reitz
- 2000: Tatort – Einsatz in Leipzig (TV-Reihe) –  Regie: Thomas Freundner
- 2000: Alarm für Cobra 11 – Die Autobahnpolizei (TV-Serie, eine Folge)
- 2001: Als Großvater Rita Hayworth liebte – Regie: Iva Švarcová
- 2001: Heinrich der Säger – Regie: Klaus Gietinger
- 2007: Pfarrer Braun (TV-Serie) – Regie: Wolfgang F. Henschel
- 2009: Der Typ, 13 Kinder & ich (TV-Film) – Regie: Josh Broecker
- 2009: Liebe Mauer – Regie: Peter Timm